# Jens Christian Grøndahl

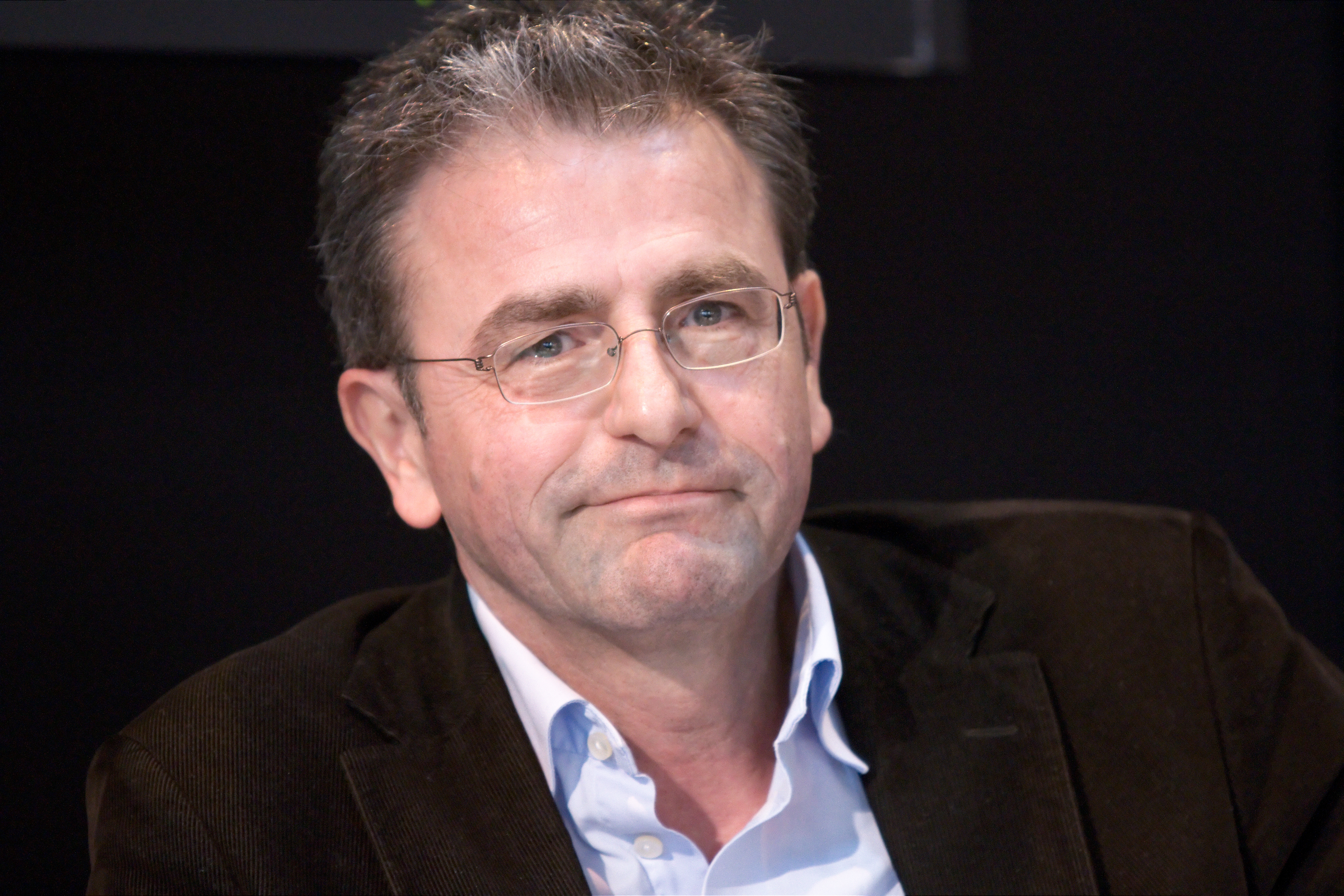
Jens Christian Grøndahl

Jens Christian Grøndahl es un escritor danés nacido en Lyngby, una ciudad situada al norte de Copenhague, el 9 de noviembre de 1959. 
Ha escrito varios cuentos y novelas en danés, de los cuales un buen número ha sido traducido a varios idiomas. En 2006 fue finalista del International IMPAC Dublin Literary Award con su novela Et Andet Lys (Una luz alterada). 

## Libros
- Kvinden i midten - 1985
- Syd for floden - 1986
- Rejsens bevægelser - 1988
- Det indre blik - 1990
- Skyggen i dit sted - 1991
- Dagene skilles - 1992
- Stilheden i glas - 1993
- Indian summer - 1994
- Tavshed i oktober - 1996 (Silencio en octubre - 2001)
- Lucca - 1998
- Hjertelyd - 1999
- Virginia - 2000
- Et andet lys - 2002
- Piazza Bucarest - 2004
- Røde hænder - 2006
- Tre skridt tilbage - 2007
- Den tid det tager - 2008

- Datos: Q659009
- Multimedia: Jens Christian Grøndahl / Q659009